# Bor Zoltán
Bor Zoltán (Budapest, 1963. december 2. –) magyar színész, szinkronszínész, Radó Denise férje és Bor Panni apja.

## Életútja
Pályafutása 1985-ben, az Arany János Színházban kezdődött stúdiósként. 1987-től Arany János Színház tagja lett. 1994-től a Masterfilm Digital Kft. egyik alapítója és ügyvezető igazgatója volt.. A "Könyvek könyve" című rajzfilmsorozatban kölcsönözte Christopher Peepers magyarhangját. A Masterfilm Digital Kft. szinkron- és videovállalat igazgatója volt. Felesége Radó Denise színművésznő.

## Színpadi szerepei
- Csukás István: Ágacska....Berci Béka
- Mitch Leigh–Joe Darion–Dale Wasserman: La Mancha lovagja)....Borbély
- Svarc: Hókirálynő....Key
- Békés Pál: A Félőlény....Csupanc
- Gabnai K.: A mindenlátó királylány....János, a kiskondás
- Bertolt Brecht: Aki igent mond, és aki nemet mond....I.diák

## Sorozatbeli szinkronszerepek
- NCIS: Los Angeles: G. Callen- Chris O’Donnell
- Dallas: James Richard Beaumont- Sasha Mitchell
- Anna (kanadai televíziós filmsorozat): Gilbert Blythe – Jonathan Crombie
- Anna (német televíziós filmsorozat): Philipp Pelzer- Ronnie Janot
- Melrose Place: Billy Campbell- Andrew Shue
- Baywatch: Eddie Kramer- Billy Warlock  (2. hang)
- Frasier, a dumagép: Dr. Niles Crane- David Hyde Pierce  (első hang)
- Beverly Hills 90210: Brandon Walsh- Jason Priestley
- Egyről a kettőre: Cody Lambert- Sasha Mitchell (első hang)
- Sportakadémia: Florian- Luis Marquès
- Szívtipró gimi: Steve Wiley- Corey Page
- Middlemarch: Will Ladislaw- Rufus Sewell
- Camila: Miguel- Eduardo Capetillo
- Rosalinda: Alejandro Dorantes- Víctor Noriega
- Marimar : Sergio Santibanez- Eduardo Capetillo

## Szinkronszerepei rajzfilmekben
- Vili, a veréb, Sunya (hang)
- Tom és Jerry – A moziban!, Frankie da Bolha (hang)
- Nils Holgersson csodálatos utazása a vadludakkal, Vlasse hangja
- Tapsi Hapsi, Tapsi Hapsi hangja
- Könyvek könyve, Christopher Peepers hangja
- A repülő ház, Justin Casey hangja
- Tömlöcök és sárkányok, Eric, a lovag